# Găiceana
Găiceana – wieś w Rumunii, w okręgu Bacău, w gminie Găiceana. W 2011 roku liczyła 1026 mieszkańców.